# Cloantòidies
Chloanthoideae és una subfamília de la família de les lamiàcies composta per 3 tribus:
- Tribu: Chloantheae
  - Gèneres: Newcastelia - Physopsis - Lachnostachys - Dicrastylis - Mallophora - Chloanthes - Pityrodia - Hemiphora - Cyanostegia

- Tribu: Prostanthereae
  - Gèneres: Hemiandra - Hemigenia - Microcorys - Westringia - Prostanthera - Cryphia - Wrixonia

- Tribu: Nesogeneae
  - Gènere: Nesogenes